# Auf! süß entzückende Gewalt, BWV Anh. 196
Auf! süß entzückende Gewalt, BWV Anh. 196 (Amunt! Força poderosa i encantadora) és una cantata perduda de Bach, estrenada a Leipzig el 27 de novembre de 1725, en el casament de Peter Hohmann i Chrsitina Sibylla Mencke. L'únic material conservat és el llibret, de Johann Christoph Gottsched, estructurat en 13 moviments, inclou quatre figures al·legòriques, la Naturalesa, la Modèstia, la Virtut i la Prudència, i clou amb un cor de les nimfes del riu Pleiβe. La música s'ha perdut i sembla que fou parodiada, almenys parcialment, en l'Oratori de l'Ascensió BWV 11.